# Roberts Rode
Roberts Rode (* 29. Mai 1987 in Riga) ist ein ehemaliger lettischer Skirennläufer.

## Werdegang
Rode gab sein internationales Debüt im Januar 2003 im FIS-Riesenslalom der Seiser Alm. In den Jahren 2005, 2007, 2009, 2011, 2013 und 2015 nahm er an den Weltmeisterschaften teil. Sein bestes Resultat war der 42. Platz der Abfahrt 2013. Sein Weltcupdebüt gab er im November 2009 in der Abfahrt von Lake Louise. Sein bestes Weltcupresultat war der 29. Platz der Super-Kombination von Sotschi, er bekam jedoch wegen des großen Rückstandes keine Punkte. 2010 und 2014 nahm er an den Olympischen Spielen teil.

## Erfolge

### Olympische Winterspiele
- Vancouver 2010: 58. Abfahrt, DNF1 Super Kombination
- Sotschi 2014: 47. Abfahrt, DNF Super G, DNF1 Slalom

### Weltmeisterschaften
- Bormio 2005: DNF1 Riesenslalom, DNF2 Slalom
- Åre 2007: BDNF1 Riesenslalom, BDNF1 Slalom
- Val-d’Isère 2009: DNF Super G, 70. Riesenslalom, BDNF1 Slalom
- Garmisch-Partenkirchen 2011: DNF Abfahrt, DNF1 Super Kombination
- Schladming 2013: 64. Super G, 42. Abfahrt, DNF1 Super Kombination
- Vail/Beaver Creek 2015: 83. Riesenslalom

### Juniorenweltmeisterschaften
- Maribor 2004: 89. Super G, 80. Riesenslalom, 45. Slalom

### Weltcup
1 Resultat unter den Top 30

### South American Cup
| Saison | Gesamt | Gesamt | Abfahrt | Abfahrt | Super-G | Super-G | Riesenslalom | Riesenslalom | Slalom | Slalom | Kombination | Kombination |
| Saison | Punkte | Platz  | Punkte  | Platz   | Punkte  | Platz   | Punkte       | Platz        | Punkte | Platz  | Punkte      | Platz       |
| ------ | ------ | ------ | ------- | ------- | ------- | ------- | ------------ | ------------ | ------ | ------ | ----------- | ----------- |
| 2009   | 6      | 86.    | 6       | 28.     | -       | -       | -            | -            | -      | -      | -           | -           |
| 2013   | 18     | 107.   | 4       | 32.     | 13      | 30.     | 1            | 81.          | -      | -      | -           | -           |